# Bioclimatología
La bioclimatología (también llamada fitoclimatología) es un campo científico interdisciplinario que estudia las interacciones entre la biosfera y la atmósfera terrestre, en la escala del tiempo de las estaciones 
más largas (por oposición a la biometeorología). Es la ciencia ecológica que estudia la reciprocidad entre el clima y la distribución de los seres vivos en la Tierra. Y el bioclima es la definición bioclimática de la estructura del clima de un lugar determinado.

## Ejemplos de procesos pertinentes
Los procesos de clima en gran parte controlan la distribución, medida, forma y propiedades de los organismos vivos en la Tierra. Para el caso, la circulación general de la atmósfera en una escala planetaria en términos generales determina la ubicación de desiertos grandes o las regiones sujetas a precipitación frecuente, el cual, en mucho determinará qué organismos naturalmente pueden sobrevivir en esos entornos. Además, los cambios en los climas, si se debeno a procesos naturales o a interferencias humanas, progresivamente puede modificar estos hábitats y causar sobrepoblación  o extinción de especies indígenas.
La biosfera, por su parte, y en particular la vegetación continental, el cual constituye el 99% de la biomasa total, ha jugado una función crítica en establecer y mantener la composición química de la atmósfera de la Tierra, especialmente durante la evolución temprana del planeta (Ver historia de la Tierra para más detalles en este tema). Actualmente, los intercambios entre la vegetación terrestre y la atmósfera son de alrededor de 60 mil millones de toneladas de carbono anualmente (a través de procesos de fijación de carbono y respiración de carbono) jugando así una función crítica en el ciclo del carbono. En una base global y anual, pequeños desbalances entre estos dos importantes flujos, cuando ocurre a través de cambios en la cubierta de tierra y los usos del suelo, contribuye al aumento actual en dióxido de carbono atmosférico.
Los datos obtenidos de la fitoclimatología se utilizan en programas de conservación de la biodiversidad y en la obtención de recursos para la agricultura, la ganadería y la explotación forestal, etc. 

## Clasificaciones bioclimáticas
Son diversas como diversos son los objetivos y los parámetros con los que se han confeccionado.
- Wladimir Köppen (1918, 1931) Clasificación climática de Köppen
- Thornthwaite (1931, 1933)
- Gaussen (1954, 1955)
- J. Papadakis (1960) Clasificación agroclimática de Papadakis
- Troll & Paffen (1964)
- Turc (1967) Índice de potencialidad agrícola de Turc
- Holdridge (1967)
- H. Walter (1970, 1976).
- Oriol de Bolòs i Josep Vigo (1984)
- Allué Andrade (1990) Subregiones fitoclimáticas[3]
- Rivas Martínez (2004)[1]

## Problemas
Se reconoce que las plantas (y por lo tanto las especies dependientes) dependen de las condiciones climáticas y el microclima. Para comprender los mecanismos de agua en el sistema de "suelo-planta-atmósfera", es necesario medir tres parámetros que interactúan entre sí para formar el complejo hídrico:
- La demanda evaporativa climática (la evapotranspiración potencial) y las contribuciones de clima "agua útil" (es decir, precipitación, hidrometeoros);
- El nivel de la reservas de agua del suelo;
- La evapotranspiración del cultivo basado en su etapa fenológica.